# Savica
Savica (poznata još i pod nazivom Trnjanska Savica) zagrebačko je gradsko naselje (kvart) koje se nalazi na južnom dijelu grada Zagreba, u sastavu gradske četvrti Trnje.

## Geografski smještaj
Savica se nalazi na jugoistočnom dijelu Trnja. Naselje graniči na istoku sa Folnegovićevim naseljem, na zapadu sa Starim Trnjem, na sjeveru sa mjesnim odborom Marin Držić (Kruge), a na jugu sa istočnim dijelom Novog Zagreba, Zapruđem. Iz stambenih zgrada pruža se pogled na rijeku Savu te na istočne dijelove Novog Zagreba, na Zapruđe. 

## Povijest
Trnjanska Savica je izgrađena tijekom 60-ih godina prošlog veka. Na području sadašnjeg naselja dugo vremena se nalazio rukavac rijeke Save. Tijekom 60-ih godina taj rukavac je isušen i na njegovom mjestu je započela izgradnja novog naselja. Većina zgrada je izgrađena tijekom 80-ih godina prošlog stoljeća u stilu socijalističke arhitekture. Urbanizacija naselja još uvijek traje te se i dalje grade nove stambene zgrade, posebno u njegovom jugoistočnom dijelu.

## Stanovništvo
Prema popisu stanovništva iz 2011. godine u naselju živi 8449 stanovnika.

## Promet
Savica je samo 10 minuta udaljena od centra grada. Naselje je dobro prometno povezano s ostatkom grada. Kroz Savicu prolaze dnevne tramvajske linije 6, 7 i 8,  noćna tramvajska linija 31, te autobusna linija 218 koja naselje povezuje sa Glavnim kolodvorom.

## Institucije
U naselju se nalaze brojne ustanove i institucije kao što su osnovna škola "Jure Kaštelana", dečji vrtić "Savica", pijaca "Savica", dom zdravlja, biblioteka "Savica", državna geodetska uprava i župa bl. Alojzija Stepinca.

## Sport
Na Savici se nalaze sportski centar Kromos, te nogometni klub Croatia 98.

## Zanimljivosti
Trnjanska Savica je poznata po svojim platoima. Ima ih četiri, a prostiru se kroz gotovo cijeli kvart.
U naselju su snimane poznate hrvatske humoristične serije "Stipe u gostima" i "Zauvijek susjedi" 

## Fotogalerija
- Najveća stambena zgrada na Savici, tzv. "oficirski neboder"
- Pijaca Savica
- Tipična arhitektura Savice
- Naselje Trnjanska Savica gledano s desne (južne) obale rijeke Save